# Такеши Ватанабе
Такеши Ватанабе (јап. 渡辺 毅; 10. септембар 1972) бивши је јапански фудбалер.

## Каријера
Током каријере играо је за Кашива Рејсол.

## Репрезентација
За репрезентацију Јапана дебитовао је 1997. године.

## Статистика
| Јапан  | Јапан | Јапан |
| Год.   | Ута.  | Гол.  |
| ------ | ----- | ----- |
| 1997   | 1     | 0     |
| Укупно | 1     | 0     |